# Vasily Gherghy
Vasily Gherghy (ur. 3 stycznia 1974 w Izmaile) – mołdawski biathlonista, olimpijczyk.

## Życiorys
Uczestniczył w igrzyskach olimpijskich w 1994 w Lillehammer, gdzie zajął 68. miejsce w sprincie na 10 km i 70. miejsce w biegu indywidualnym na 20 km. W obu przypadkach były to ostatnie miejsca w klasyfikacji. Był chorążym reprezentacji Mołdawii podczas ceremonii otwarcia tych igrzysk.  Był to debiut Mołdawii na igrzyskach olimpijskich, a jej reprezentacja liczyła dwoje zawodników (oprócz Gherghy była to biathlonistka Elena Gorohova).
Gherghy uczestniczył w zawodach  Pucharu Świata w sezonie 1993/1994, nie zdobywając punktów.